# Droga ekspresowa R3 (Słowacja)
Droga ekspresowa R3 (słow. rýchlostná cesta R3) – projektowana słowacka droga ekspresowa przebiegająca południkowo pomiędzy granicą z Węgrami koło miejscowości Šahy na południu a granicą z Polską koło miejscowości Trstená na północy kraju.
Na odcinku Zvolen - Žiar nad Hronom (ok. 20 km) jej przebieg pokryje się z trasą dróg ekspresowych R1 i R2 natomiast w okolicy Martina na krótkim odcinku poprowadzi autostradą D1.
Odcinki istniejące:
- Horna Lehota- Oravsky Podzamok: 6,5 km, jedna jezdnia, otwarta w listopadzie 2007 r.
- obwodnica Trsteny: 6,7 km, jedna jezdnia, otwarta w październiku 2010 r.
- obwodnica miejscowości Horná Štubňa:  4,3 km, jedna jezdnia, otwarta w listopadzie 2010 r.
- obwodnica Tvrdošína: 5,2 km, jedna jezdnia, otwarta w lipcu 2025 r.

Wybudowany został też 2-jezdniowy odcinek 1,7 km w mieście Martin, który tymczasowo jest najkrótszym łącznikiem miasta z autostradą D1. Otwarto go w czerwcu 2015 roku.